# 上田紀行
上田 紀行（うえだ のりゆき、1958年5月4日- ）は、日本の文化人類学者。東海学園大学特命副学長・卓越教授、東京工業大学特命教授、前東京工業大学副学長。専門は文化人類学。特に宗教、癒やし、社会変革に関する比較価値研究。博士（医学）（岡山大学）。
スリランカの民族仏教を研究し、「癒し」の概念と思想をいち早く提唱。現代日本の閉塞性への提言も多い。著書に『覚醒のネットワーク』（1989年）、『生きる意味』（2005年）、『人生の〈逃げ場〉』（2017年）など。

## 経歴
東京都出身。東京教育大学附属駒場高等学校（現筑波大学附属駒場高等学校）、東京大学教養学部文化人類学科〔疑問ありーノート参照〕卒業。東京大学大学院総合文化研究科文化人類学専攻博士課程単位取得退学。岡山大学大学院医歯薬学総合研究科博士課程修了、博士（医学）取得。
1993年から1996年まで、愛媛大学教養部助教授。1996年4月より東京工業大学大学院社会理工学研究科価値システム専攻助教授となる。同大学大学院社会理工学研究科価値システム専攻教授を兼任。この間、国際日本文化研究センター助教授（1994～1997年）、東京大学文学部助教授（2003～2005年）も併任。2012年2月に東京工業大学リベラルアーツセンター教授。2016年より2022年まで東京工業大学リベラルアーツ研究教育院長を兼務、2022年より東京工業大学副学長を兼務。2024年3月末をもって退職。東京工業大学名誉教授。

## 人物
- 2005年4月より2006年3月まで渡米し、スタンフォード大学仏教学研究所フェローとして「今の仏教は現代的問いに答え得るか」と題した全20回の講義を行う[7]。
- 日本仏教の再活性化運動にも携わり、若手僧侶の会合「ボーズ・ビー・アンビシャス！！」のアドバイザーでもある[7]。

## 親族
母は翻訳家の上田公子。妻はアナウンサーの武内陶子。春風亭小朝は従兄弟。

## 著作

### 単著
- 『覚醒のネットワーク』カタツムリ社 1989、講談社+α文庫 1997、河出文庫 2016
- 『スリランカの悪魔祓い―イメージと癒しのコスモロジー―』徳間書店 1990、講談社文庫 2010
- 『トランスフォーメーション・ワークブック』宝島社 1991
- 『20代の悩めるあなたに―自分を見つけるワークブック―』宝島社 1992
- 『40代・男・転機の書―自分を再創造するワークブック―』宝島社 1992
- 『宗教クライシス』岩波書店 1995
- 『癒しの時代をひらく』法蔵館 1997
- 『日本型システムの終焉―自分自身を生きるために』法蔵館 1998
- 『がんばれ仏教!』NHK出版 2004
- 『生きる意味』岩波書店 2005
- 『「生きる力」としての仏教』PHP新書 2006
- 『目覚めよ 仏教! ―ダライ・ラマとの対話― 』NHK出版 2007、『ダライ･ラマとの対話』と改題し、講談社文庫 2010
- 『かけがえのない人間』講談社現代新書 2008
- 『「肩の荷」をおろして生きる』PHP新書 2010
- 『慈悲の怒り―震災後を生きる心のマネジメント―』朝日新聞出版 2011
- 『生きる覚悟』角川SSC新書 2011
- 『人生の＜逃げ場＞ 会社だけの生活に行き詰まっている人へ』朝日新書 2015
- 『パッとしない私が、「これじゃ終われない」と思ったときのこと 「生きる意味」のつくりかた』幻冬舎 2015
- 『人間らしさ 文明、宗教、科学から考える』角川新書 2015
- 『愛する意味』光文社新書 2019
- 『立て直す力』中公新書ラクレ 2019
- 『覚醒のネットワーク』アノニマ・スタジオ– 2022

### 共著
- 鳥山敏子『豊かな社会の透明な家族』法蔵館 1998
- 高史明、芹沢俊介『親鸞と暗闇をやぶる力―宗教という生きる知恵』講談社+α新書 2003
- 高史明、芹沢俊介『存在の大地』東本願寺 2006
- 清水康之『「自殺社会」から「生き心地の良い社会」へ』講談社文庫 2010
- 大谷光真『今ここに生きる仏教』平凡社 2010
- NHK「Q」制作班編『Ｑ わたしの思考探究(1)』NHK出版 2011
- NHK「Q」制作班編『Ｑ わたしの思考探究(2)』NHK出版 2011
- 『貢献する心 ヒトはなぜ助け合うのか』共著：瀬名秀明、大武美保子、谷川多佳子、長谷川眞理子、大橋力、工作舎 2012年2月
- 『平成論 「生きづらさ」の30年を考える』池上彰、中島岳志、弓山達也共著、NHK出版新書 2018
- 『新・大学でなにを学ぶか』編著(岩波ジュニア新書 2020
- 『とがったリーダーを育てる-東工大「リベラルアーツ教育」10年の軌跡』池上彰, 伊藤亜紗共著 中公新書ラクレ, 2021
- 『自由に生きるための知性とはなにか』立命館大学教養教育センター (編集), 晶文社、2022
- 『マンガ 小学生で身につけたい 世界を広げる教養力』監修、ナツメ社 (やる気ぐんぐんシリーズ) 単行本 – 2022

## 新聞
- 毎日新聞論壇時評欄担当（1998年4月?2001年3月）
- 読売新聞書評委員（2000年1月?2001年12月）
- その他発言多数

## 主な出演番組
- 『現代人と癒し』（NHK教育）
- 『サンデープロジェクト』（テレビ朝日）
- 『朝まで生テレビ!』（テレビ朝日）
- 『私のなかの他人―多重人格障害』（NHK総合）
- 『未来潮流「癒しのゆくえ」』（NHK教育）
- 『クローズアップ現代』（NHK総合）
- 『BSブックレビュー』司会 (NHK BS)
- 『スタジオパークからこんにちは』（NHK総合）
- 『仏教ルネッサンスをめざして』（NHK教育）
- 『ニュースの真相』（朝日ニュースター）
- 『Q～わたしの思考探求』司会（NHK教育、2011年1月放送）
- 『Live News it!』コメンテーター（2019年11月12日 -、フジテレビ）